# Anleitung zum Unglücklichsein
Pour plus de détails, voir Fiche technique et Distribution.
Anleitung zum Unglücklichsein est un film de long métrage allemand écrit et réalisé par Sherry Hormann et sorti en 2012.
Le scénario de cette comédie romantique est basé sur le livre de non-fiction Faites vous-même votre malheur (publié en 1983 en version originale sous le titre The Situation Is Hopeless but Not Serious: The Pursuit of Unhappiness, traduit en allemand sous le titre Anleitung zum Unglücklichsein) de Paul Watzlawick.
Le rôle principal est joué par Johanna Wokalek et les autres rôles principaux sont tenus par Iris Berben, Richy Müller et David Kross. 

## Synopsis
Tiffany Blechschmid, jeune femme névrosée, lunaire, superstitieuse, contradictoire et célibataire d'une vingtaine d'années vend des biscuits de fortune chinois dans l'épicerie fine qu'elle possède à Berlin-Kreuzberg.
Chaque fois qu'elle se sent heureuse, cela est immédiatement suivi d'une sorte de catastrophe, aussi a-t-elle une grande méfiance personnelle envers la bonne fortune et le bonheur. Elle se demande pourquoi tout le monde est-il si fou de trouver le bonheur.
Heureusement, des conseils maternels utiles venus d'outre-tombe, un toucan nerveux, des pianos à queue de concert flottants, des troupeaux de bétail dans la circulation urbaine, des aspirants amoureux égocentriques, des baisers décentrés et un secret douloureux sont présents pour donner à Tiffany ce dont elle a besoin.

## Fiche technique
- Titre original : Anleitung zum Unglücklichsein
- Titre international : The Pursuit of Unhappiness
- Réalisation : Sherry Hormann
- Scénario : Sherry Hormann, d'après un ouvrage  de Paul Watzlawick
- Photographie : Wojciech Szepel
- Montage : Sandy Saffeels, Clara Fabry
- Musique : Stéphane Moucha, Maurus Ronner
- Pays d'origine : Allemagne
- Langue originale : allemand
- Format : couleur
- Genre : comédie
- Durée : 87 minutes
- Dates de sortie :
  - Allemagne : 29 novembre 2012

## Distribution
- Johanna Wokalek : Tiffany Blechschmid
- Iris Berben : la mère de Tiffany
- Richy Müller : Hans Luboschinski
- Katharina M. Schubert : Rita
- Margarita Broich : Luise
- Itay Tiran : Thomas Paulson
- Benjamin Sadler : Frank Henne
- David Kross : Benno
- Rüdiger Vogler : le père de Tiffany
- Dogan Akgün : Roma
- Luna Rösner : Tiffany, à 10 ans
- Michael Gwisdek : Paul
- Noémi Besedes : femme blonde (non créditée)
- Vladimir Gorochov : Vincent (non crédité)
- Michael Kranz : Moritz (non crédité)
- Dagmar Sachse : (non crédité)
- Christian Steyer : (non crédité)
- Mark Waschke : Thomas Paulson (non crédité) (voix)
- Alexander Yassin : Stammgast (non crédité)